# Aum
Aum (takođe Om) (listenⓘ; санск. ॐ, ओम्), napisan u devanagariju kao ॐШаблон:Script/doc/id-unk, u sanskritu poznatijem kao praṇava (प्रणव, doslovno „da zvuči glasno“) ili auṃkāra (takođe kao Omkāra, ओंकार, doslovno „slog auṃ“) je mistični ili sveti slog u indijskim religijama, tj. u hinduizmu, budizmu i đainizmu. To je deo ikonografije koja se nalazi u rukopisima starog i srednjeg veka, hramovima, manastirima i duhovnim utočnicama u hinduizmu, budizmu, džainizmu i sikizmu.. Kao slog, često se poja samostalno ili pre duhovne recitacije i tokom meditacije u hinduizmu, budizmu i džainizmu.
U hinduizmu, gde označava suštinu krajnje stvarnosti (parabrahman) koja je svest (paramatman), Om je jedan od najvažnijih duhovnih simbola. On se odnosi na Atmana (sopstvo u sebi) i Brahmana (ultimatna stvarnost, celina univerzuma, istina, božanski, vrhovni duh, kosmički principi, znanje). Slog se često nalazi na početku i na kraju poglavlja u Vedama, Upanišadama i drugim hinduističkim tekstovima. To je sveta duhovna inkantacija koja se pravi pre i tokom recitacije duhovnih tekstova, tokom puje i privatnih molitava, u ceremonijama obreda prelaza (sanskara) kao što su venčanja, i tokom meditativnih i duhovnih aktivnosti kao što je Pranava joga.
Slog Om se takođe naziva Onkara/Omkara i Pranav/Pranava, među mnogim drugim imenima.

## Uobičajeni nazivi i sinonimi
Slog Om se naziva mnogim imenima, uključujući:
- Praṇava (प्रणव); doslovno, „predzvuk”, koji se odnosi na Om kao iskonski zvuk.[18][19]
- Oṅkāra (ओङ्कार) ili oṃkāra (ओंकार); doslovno, „Om-stvaralac”, označavajući prvi izvor zvuka Om i konotirajući čin stvaranja.[20][21][22][23]
  - Ik Oṅkār (ਇੱਕ ਓਅੰਕਾਰ); doslovno, „jedan Om-stvaralac”", i epitet Boga u sikizmu. (pogledajte ispod)
- Udgītha (उद्गीथ); što znači „pesma, pojanje“, reč koja se nalazi u Samavedi i basji (komentarima) zasnovanoj na njoj, što se takođe koristi kao naziv sloga.[24]
- Akṣara (अक्षर); doslovno, „neprolazno, nepromenljivo”, a takođe i „slovo abecede” ili „slog”.
  - Ekākṣara; doslovno, „jedno slovo abecede”, u smislu njegove reprezentacije kao pojedinačne ligature. (pogledajte ispod)

## Poreklo i značenje
O etimološkom poreklu ōm/āum dugo je raspravljano i osporavano, pa su čak i Upanišade predložile više sanskritskih etimologija za 'āum, uključujući: od „ām” (आम्; „da“), od „ávam“ ({lang|sa|आवम्}}; „to; dakle, da"), i od sanskritskih korena „āv-“ (अव्; „podsticati“) ili „āp-“ (आप्; „postići“). Godine 1889, Moris Blumfild je predložio poreklo od protoindoevropske uvodne rečce „*au“ sa funkcijom sličnom sanskritskoj rečci „atha“ (अथ). Međutim, savremeni indolog Asko Parpola predlaže pozajmicu iz dravidskog „*ām”, što znači „'tako je', 'neka bude tako', 'da'”, kontrakcija od „*ākum”, srodna sa modernim tamilskim „ām” (ஆம்), što znači „da”.
Bez obzira na njeno prvobitno značenje, slog Om je evoluirao da znači mnoge apstraktne ideje čak i u najranijim Upanišadama. Maks Miler i drugi naučnici navode da ovi filozofski tekstovi preporučuju Om kao „alat za meditaciju“, objašnjavaju različita značenja prema kojima slog može biti na umu osobe koja meditira, u rasponu od „veštačkog i besmislenog“ do „najviših pojmova kao što je uzrok Univerzuma, suštine života, Bramana, Atmana i samospoznaje“.
Slog Om se prvi put pominje u Upanišadama, mističnim tekstovima povezanim sa filozofijom Vedante. To se različito povezivalo sa konceptima „kosmičkog zvuka“ ili „mističkog sloga“ ili „potvrđivanja nečega božanskog“, ili kao simbolika za apstraktne duhovne koncepte u Upanišadama. U slojevima vedskih tekstova Aranijaka i Brahmana, slog je toliko rasprostranjen i povezan sa znanjem, da predstavlja „celu Vedu“. O simboličkim osnovama Oma se više puta govori u najstarijim slojevima ranih Upanišada. Ajtareja Brahmana iz Rig Vede, u odeljku 5.32, na primer, sugeriše da tri fonetske komponente Om (a + u + m) odgovaraju trima stadijumima kosmičkog stvaranja, i kada se čita ili izgovara, slavi kreativne moći univerzuma. Brahmanski sloj vedskih tekstova izjednačava Om sa bhur-bhuvah-svah, pri čemu ovaj poslednji simbolizuje „celu Vedu“. Oni nude različite nijanse značenja Om, kao što je to da je „univerzum iza Sunca“, ili ono što je „tajanstveno i neiscrpno“, ili „beskonačni jezik, beskonačno znanje“, ili „suština daha, života, sve što postoji“, ili ono „čime se oslobađa“. Samaveda, poetska Veda, ortografski preslikava Om na čujno, muzičke istine u svojim brojnim varijacijama (Oum, Aum, Ovā Ovā Ovā Um, itd.), a zatim pokušava da iz njega izvuče muzička svojstva.

## Om
Sanskritski pojam koji označava saglasnost (otuda analogan starogrčkoj reči "amen").
Izvorno aum, predstavlja niz od tri slova čiji se smisao, po redu, različito tumači:
- kao uvažena zamena za apsolutno, relativno, i odnos među njima;
- za budno stanje, stanje sna, i usnulost bez snova (čitav slog označava Bramana ,koji prebiva u srcu svega");
- za tri božanstva hindu trojstva: Brama - onaj koji stvara, Višnu - onaj koji neguje, Šiva - onaj koji razara; a takođe se odnosi i na tri sveta.

Ova se reč, u spisima Isa, Mundaka, Taittirija i Čandogja upanišade, koristi da označi svet u celosti kao i njegove delove; zatim, umesto prošlosti, sadašnjosti i budućnosti, kao i umesto reči atman, što znači suština svih stvari. U spisu Čandogja, om znači besmrtnost, u Maitrajani "osnovni zvuk", a u spisu Katha tvrdi se da se posredstvom ove reči može doseći Braman. Om tako prerasta u mističan i sveti slog za čitav hinduizam, i stavlja se na početak i na kraj svakog svetog napeva. Osim toga on je postao mantra, a u pisanoj formi mandala, radi upotrebe pri religioznom posredovanju i religioznom posvećenju.

## Om Mani Padne Hum
Na sanskritu ("Gle, dragulj u lotosu"), od reči mani ("dragulj") i padme ("lotos").
Najčuvenija mantra tibetanskih molitvi, koja je s vremenom, kroz bezbroj revolucija, potisnula konkurentske napeve. Ovaj napev je u neizmenjenom obliku dopro do Tibeta u 17. ili 18. veku iz indijskog tantričkog budizma. Dovođenje u vezu dragulja i lotosovog cveta upućuje na zajednicu muških i ženskih principa.
1. Središnju ulogu u tibetanskom budizmu ima mantra Avolakitešvara, pod imenom Bodisatva. Ponavljanjem molitve priziva se božanstvo. Pri posvećenju, Tibetanci izgovaraju molitvu u šest delova, pri čemu odašilju svetlost kojom otklanjaju zlo i donose blaženstvo i mir, ne samo sebi, već i svim ostalim bićima.
2. Šest slogova mantre smatraju se za šest buda, šest boja i šest "carstava sve¬snih bića", u samom središtu kulta Avolakitešvara, gde se mantra izgovara šest puta na svakih 12 sati dana i noći.

## Napomene
1. ↑  Praṇava Upaniṣad in Gopatha Brāhmaṇa 1.1.26 and Uṇādisūtra 1.141/1.142

## Literatura
- von Glasenapp, Helmuth (1999), Jainism: An Indian Religion of Salvation [Der Jainismus: Eine Indische Erlosungsreligion], Shridhar B. Shrotri (trans.), Delhi: Motilal Banarsidass, ISBN 81-208-1376-6
- Just say Om Joel Stein, Time Magazine Archives
- Kumar, S.; Nagendra, H.; Manjunath, N.; Naveen, K.; Telles, S. (2010). „Meditation on OM: Relevance from ancient texts and contemporary science”. International Journal of Yoga. 3 (1): 2—5. PMC 2952121 . PMID 20948894. doi:10.4103/0973-6131.66771 .
- Autonomic changes during "OM" meditation Telles et al. (1995)
- Francke, A. H. (1915). „The Meaning of the "Om-mani-padme-hum" Formula”. The Journal of the Royal Asiatic Society of Great Britain and Ireland: 397—404. JSTOR 25189337. S2CID 170755544. doi:10.1017/S0035869X00048425.
- „Analysis of Acoustic of "OM " Chant to Study It's [sic] Effect on Nervous System”. CiteSeerX 10.1.1.186.8652 .
- Kumar, Uttam; Guleria, Anupam; Khetrapal, Chunni Lal (2015). „Neuro-cognitive aspects of "OM" sound/syllable perception: A functional neuroimaging study”. Cognition and Emotion. 29 (3): 432—441. PMID 24845107. S2CID 20292351. doi:10.1080/02699931.2014.917609.
- The Mantra Om: Word and Wisdom Swami Vivekananda

## Spoljašnje veze
- „ឱម: ប្រភពនៃរូបសញ្ញាឱម”. Архивирано из оригинала 10. 11. 2021. г. Приступљено 2020-08-17.
- „ឱម : អំណាចឱមនៅក្នុងសាសនា”. Архивирано из оригинала 10. 11. 2021. г. Приступљено 2020-08-17.